# Logis Saint-Symphorien
Le logis Saint-Symphorien est un monument situé au Mont-Saint-Michel, en France.

## Localisation
Le logis est situé dans le département français de la Manche, sur la commune du Mont-Saint-Michel, à l'est de l'abbaye.

## Historique
L'édifice est classé au titre des monuments historiques pour la partie constituant les restes de l'enceinte primitive depuis le 14 juin 1909, depuis le 6 septembre 1928 pour le reste des façades et les toitures.